# Pludual
Pludual (bret. Plua) – miejscowość i gmina we Francji, w regionie Bretania, w departamencie Côtes-d’Armor.
Według danych na rok 1990 gminę zamieszkiwało 429 osób, a gęstość zaludnienia wynosiła 46 osób/km² (wśród 1269 gmin Bretanii Pludual plasuje się na 866. miejscu pod względem liczby ludności, natomiast pod względem powierzchni na miejscu 862.).